# جایزه بزرگ دیترویت
جایزه بزرگ دیترویت (به انگلیسی: ‎Detroit Grand Prix‎) یک گراند پری از سری مسابقات قهرمانی جهان فرمول یک بود که در سال‌های ۱۹۸۲ تا ۱۹۸۸ در پیست خیابانی دیترویت واقع در دیترویت، میشیگان، ایالات متحده آمریکا برگزار می‌شد. پرافتخارترین راننده در این گراند پری آیرتون سنا بوده‌است که در مجموع ۳ بار پیروز این مسابقه شده‌است. همچنین در میان سازندگان نیز لوتوس با ۲ بار پیروزی در این گراند پری، تاکنون پرافتخارترین سازنده در دیترویت بوده‌است.